# Munmu di Silla
Munmu (문무?, 法敏?; nato Beopmin; 628 – Silla, 1º luglio 681) è stato il trentunesimo re di Silla, sul quale regnò dal 661 al 681.
Gli storici sono soliti identificare nella sua figura il primo sovrano del periodo definito del Silla unificato. Munmu era figlio del re Muyeol di Silla e della regina Munmyeong, sorella minore del generale Kim Yu-sin. Durante il regno di suo padre, ricoprì la carica di pajinchan (grado assimilabile a quello del moderno ammiraglio) e quella di ambasciatore ufficiale presso la dinastia Tang, in Cina, ove svolse un ruolo chiave nello sviluppo dei legami diplomatici con il paese del dragone.

## Unificazione dei Tre Regni
Non sappiamo molto sull'infanzia del re Munmu, anche se ci è noto che salì al trono nel 661, proprio durante l'acceso conflitto che il regno di Silla stava conducendo contro il regno di Baekje e quello di Goguryeo. Va ricordato, infatti, che l'anno prima della sua incoronazione il generale Gyebaek aveva perso la vita nella battaglia di Hwangsanbeol e che l'ultima capitale del regno di Baekje, Sabi, era caduta nelle mani del regno di Silla. Non appena salì al trono (661), Munmu cercò, con il supporto della dinastia Tang, di conquistare il regno di Goguryeo, ma l'attacco si rilevò un nulla di fatto. Infine, nel 667, il re coreano ordinò un ulteriore attacco che, stavolta, portò alla definitiva sconfitta di Goguryeo, che capitolò ufficialmente solo nel 668. Dopo aver soppresso le ultime sacche di resistenza ancora fedeli a Goguryeo, Munmu divenne ufficialmente il primo sovrano a regnare su tutta la penisola coreana nella sua interezza.

### Guerra con la dinastia Tang
Dopo aver unificato la penisola coreana, il re Munmu dovette combattere la stessa dinastia Tang, dal momento che aveva mire espansioniste anche verso il regno di Silla.
Dopo la caduta di Goguryeo, la dinastia Tang creò il cosiddetto "Protettorato Generale per la Pacificazione d'Oriente" (spesso chiamato anche solo "Andong") e tentò di espandere la sua influenza anche nei confronti dello stesso Silla, chiedendo più volte al re Munmu di entrare a far parte di tale protettorato. Al fine di evitare ciò, Munmu strinse un'alleanza con Geom Mojam e Anseung, leader di un movimento di resistenza anti-Tang volto alla restaurazione del regno di Goguryeo, e lanciò un feroce attacco contro le forze cinesi che occupavano i territori dell'ex regno di Baekje. La lotta si concluse all'inizio del 670 e vide le forze di Silla riconquistare tutti i territori appartenuti all'ex regno coreano.
Nel 674, dal momento che la dinastia Tang si trovava in una situazione di stallo con Silla (che aveva ottenuto diversi successi militari conquistando gran parte dell'ex territorio di Goguryeo e promuovendo attività di sommossa nel protettorato cinese), l'imperatore Gaozong incoronò con una cerimonia effimera il principe Kim In-mun, fratello di Munmu, legittimo re di Silla e dichiarò che Munmu fosse soltanto un usurpatore. Nonostante tutto ciò avesse solo un valore simbolico, nel regno di Silla scoppiarono diversi disordini, fomentati soprattutto dall'aristocrazia, e dunque il re Munmu fu costretto a scusarsi formalmente con l'imperatore cinese, a cui offrì un tributo. Visto l'atteggiamento accondiscendente del re coreano, Gaozong depose, sempre simbolicamente, Kim In-mun.
Dopo ulteriori scaramucce che si verificarono fra i due regni asiatici, l'imperatore Gaozong decise di modificare i territori del protettorato, ponendolo a nord del fiume Taedong e consentendo a Silla di unificare gran parte della penisola coreana. Tale avvenimento è considerato da molti storici un punto di svolta nella storia coreana, poiché garantì la sopravvivenza del regno di Silla e gettò le basi per la nascita di un nuovo regno coreano, quello di Balhae.

## Dopo l'unificazione della Corea
I restanti vent'anni in cui Munmu regnò, furono descritti come pacifici e prosperi per la penisola coreana. Il suo regno finì 681, quando si ammalò di una malattia sconosciuta.
Diverse sono le leggende che circondano la figura di Munmu. Si narra infatti che sul letto di morte, prima di morire, disse a suo figlio Sinmun, futuro re di Corea: "Un paese non dovrebbe mai rimanere senza un re. Prendi il mio posto e solo dopo aver fatto ciò potrai celebrarmi un rito funebre. Crema i miei resti e disperdi le ceneri nel mare ove vivono le balene. Diventerò uno spirito simile a un drago e vi aiuterò a contrastare le invasioni straniere". Il re Sinmun fece esattamente come suo padre gli aveva chiesto e sparse le sue ceneri sul Daewangam (letteralmente "la Roccia del Grande Re"), un piccolo isolotto roccioso a un centinaio di metri dalla costa coreana. Da quel momento in poi, Munmu divenne noto alla tradizione popolare con il nome di "Il re dragone".
Un'altra leggenda narra che Munmu e il generale, nonché suo zio, Kim Yu-sin apparvero al re Sinmun in sogno e gli dissero: "Suonare un flauto di bambù, calmerà i cieli e la terra". Non appena Sinmun si svegliò dal sogno, andò in cerca di un flauto di bambù e ne ricevette uno, chiamato Manpa-sikjeok (in coreano: 만파식적). Si diceva che il suono di questo flauto potesse invocare gli spiriti del re Munmu e del generale Kim Yu-sin e che questi spiriti potessero respingere tutte le truppe nemiche, curare le pestilenze, portare la pioggia durante la siccità e fermare le piogge durante le inondazioni.

## Ascendenza
|                      |           |                    | Genitori       |  |  | Nonni |  |  | Bisnonni       |  |  | Trisnonni         |  |
|                      |           |                    |                |  |  |       |  |  | Jinji di Silla |  |  | Jinheung di Silla |  |
|                      |           |                    |                |  |  |       |  |  | Jinji di Silla |  |  | Jinheung di Silla |  |
|                      |           | Sado               |                |  |  |       |  |  | Jinji di Silla |  |  |                   |  |
| Gim Yongsu           |           |                    |                |  |  |       |  |  | Jinji di Silla |  |  |                   |  |
|                      |           | Jido               | …              |  |  |       |  |  |                |  |  |                   |  |
|                      |           | Jido               | …              |  |  |       |  |  |                |  |  |                   |  |
|                      |           | Jido               | …              |  |  |       |  |  |                |  |  |                   |  |
| Muyeol di Silla      |           | Jido               |                |  |  |       |  |  |                |  |  |                   |  |
|                      |           | Jinpyeong di Silla | Dongryun       |  |  |       |  |  |                |  |  |                   |  |
|                      |           | Jinpyeong di Silla | Dongryun       |  |  |       |  |  |                |  |  |                   |  |
|                      |           | Jinpyeong di Silla | Mano           |  |  |       |  |  |                |  |  |                   |  |
| Cheonmyeong di Silla |           | Jinpyeong di Silla |                |  |  |       |  |  |                |  |  |                   |  |
|                      |           | Maya di Silla      | Bokseung       |  |  |       |  |  |                |  |  |                   |  |
|                      |           | Maya di Silla      | Bokseung       |  |  |       |  |  |                |  |  |                   |  |
|                      |           | Maya di Silla      | Songhwa        |  |  |       |  |  |                |  |  |                   |  |
| Munmu di Silla       |           | Maya di Silla      |                |  |  |       |  |  |                |  |  |                   |  |
|                      | Kim Muduk | Guhyeong di Gaya   |                |  |  |       |  |  |                |  |  |                   |  |
|                      | Kim Muduk | Guhyeong di Gaya   |                |  |  |       |  |  |                |  |  |                   |  |
|                      | Kim Muduk | Gyehwa             |                |  |  |       |  |  |                |  |  |                   |  |
| Kim Seohyeon         | Kim Muduk |                    |                |  |  |       |  |  |                |  |  |                   |  |
|                      |           | …                  | …              |  |  |       |  |  |                |  |  |                   |  |
|                      |           | …                  | …              |  |  |       |  |  |                |  |  |                   |  |
|                      |           | …                  | …              |  |  |       |  |  |                |  |  |                   |  |
| Munmyeong            |           | …                  |                |  |  |       |  |  |                |  |  |                   |  |
|                      |           | …                  | Ipjong         |  |  |       |  |  |                |  |  |                   |  |
|                      |           | …                  | Ipjong         |  |  |       |  |  |                |  |  |                   |  |
|                      |           | …                  | Sikdo          |  |  |       |  |  |                |  |  |                   |  |
| Manmyeong            |           | …                  |                |  |  |       |  |  |                |  |  |                   |  |
|                      |           | …                  | Park Yeong-sil |  |  |       |  |  |                |  |  |                   |  |
|                      |           | …                  | Park Yeong-sil |  |  |       |  |  |                |  |  |                   |  |
|                      |           | …                  | Okjin          |  |  |       |  |  |                |  |  |                   |  |
|                      |           | …                  |                |  |  |       |  |  |                |  |  |                   |  |